# 비폴라 선샤인
비폴라 선샤인(Bipolar Sunshine, 1987년 9월 24일 ~ )은 맨체스터 출신 영국의 가수이다. DJ 스네이크의 곡 "Middle"의 보컬로 이름을 알렸다. 2007년~2012년 밴드 키드 브리티시(Kid British)의 보컬로 활동하다가, 2013년부터 솔로 활동을 시작했다.